# Brasilianische Badmintonmeisterschaft 2010
Die Brasilianische Badmintonmeisterschaft 2010 fand als 17ª Copa Sul de Badminton vom 3. bis zum 6. Juni 2010 im Clube do Professor Gaúcho in Porto Alegre statt.

## Medaillengewinner
| Disziplin    | Gold                            | Silber                          | Bronze                                     |
| ------------ | ------------------------------- | ------------------------------- | ------------------------------------------ |
| Herreneinzel | Luis Cereda                     | Hugo Arthuso                    | Thomas Moretti                             |
| Herreneinzel | Luis Cereda                     | Hugo Arthuso                    | Luis Martin                                |
| Dameneinzel  | Fabiana Silva                   | Paula Pereira                   | Ana Carla Zierke                           |
| Dameneinzel  | Fabiana Silva                   | Paula Pereira                   | Claudia Michelle Wu Low                    |
| Herrendoppel | Guilherme Kumasaka Hugo Arthuso | Filipe Toledo Thomas Moretti    | Luis Martin Rafael Lajusticia              |
| Herrendoppel | Guilherme Kumasaka Hugo Arthuso | Filipe Toledo Thomas Moretti    | Fernando Bosco Luis Cereda                 |
| Damendoppel  | Fabiana Silva Marina Eliezer    | Paula Pereira Thayse Cruz       | Ana Carla Zierke Claudia Michelle Wu Low   |
| Damendoppel  | Fabiana Silva Marina Eliezer    | Paula Pereira Thayse Cruz       | Ana Paula Galbiatti Campos Renata Carvalho |
| Mixed        | Hugo Arthuso Marina Eliezer     | Thomas Moretti Ana Carla Zierke | Alex Tjong Renata Carvalho                 |
| Mixed        | Hugo Arthuso Marina Eliezer     | Thomas Moretti Ana Carla Zierke | Filipe Toledo Alexandra Wu Low             |